# Zakutu

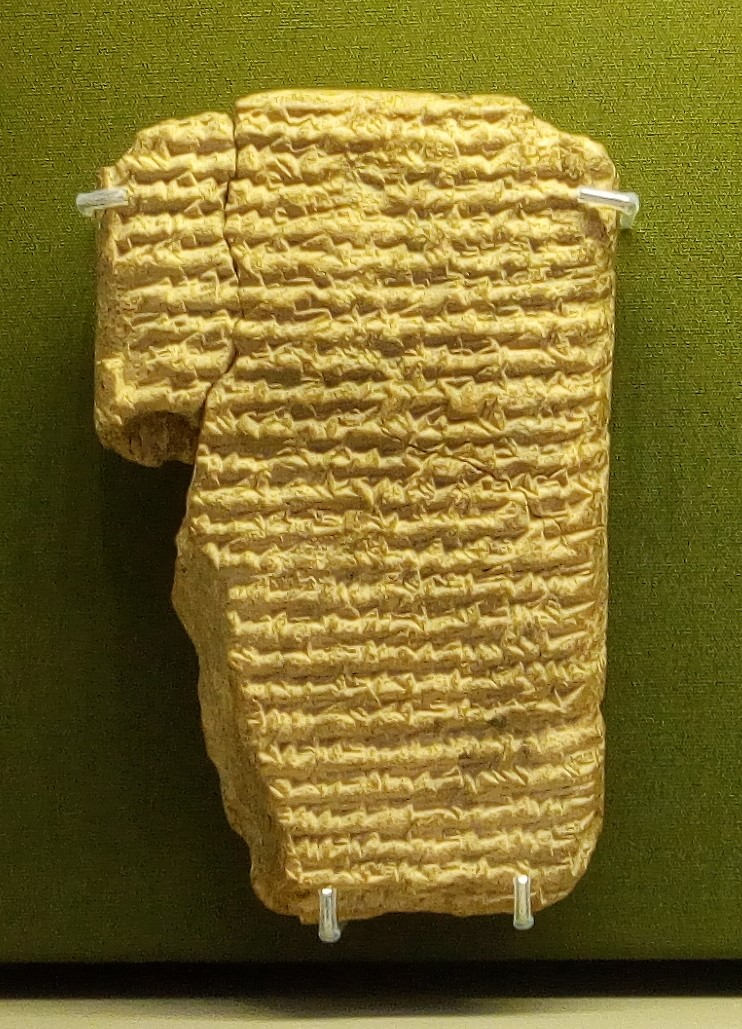
Copie du « serment de Zakûtu », -669 British Museum.

Naqi'a/Zakûtu est une reine assyrienne, qui a vécu au VIIe siècle avant notre ère. Son nom de naissance, Naqi'a, signifie « La pure » en araméen, ce qui semble indiquer l'origine ethnique de ce personnage. Zakûtu en est la traduction en assyrien. Elle est liée à trois grands rois assyriens de la dynastie des Sargonides : son mari Sennacherib, son fils Assarhaddon et son petit-fils Assurbanipal.

## Histoire
Ses origines sont inconnues. On sait seulement qu'elle est probablement araméenne, par son nom. Elle devient l'épouse de Sennacherib, à un moment où il a sans doute une autre épouse principale, qui lui donne son héritier présomptif. Mais elle réussit à acquérir le rang d'épouse principale, et contribue à faire de son fils Assarhaddon le nouvel héritier de la couronne. Cette décision est visiblement mal acceptée à la cour, puisqu'on juge nécessaire d'éloigner Assarhaddon de la cour, avant que Sennacherib ne soit assassiné par certains de ses fils écartés de sa succession, en premier lieu Arda-Mulissu (en), probablement l'héritier désigné précédemment par Sennacherib. Ce n'est qu'après la défaite de ses frères rebelles, qui fuient hors d'Assyrie, qu'Assarhaddon assoit sa situation sur le trône. Zakûtu obtient alors le rang de reine-mère et exerce un rôle important sous le règne de son fils, de tempérament tourmenté.
À l'approche de la mort d'Assarhaddon, dont la santé décline en raison de douleurs chroniques, on procède à la nomination de l'héritier, choix dans lequel il est manifeste que l'influence de Zakutu a été primordiale. L'aîné, Shamash-shum-ukin, est écarté au profit d'Assurbanipal, qui était destiné à devenir prêtre. Ce dernier reçoit la couronne d'Assyrie, tandis que son aîné est intronisé roi de Babylone, tout en étant son vassal. Pour faire respecter cette décision, on procède à une prestation de serment (adê) qui engage la famille royale, les nobles du royaume et même le peuple. Quand Assarhaddon meurt au retour d'une campagne en Égypte, Zakûtu organise un nouveau serment, qui renouvelle celui pris auparavant, parfois appelé « serment de Zakûtu ». La reine assure ainsi une succession paisible à son petit-fils Assurbanipal, et c'est la seule fois dans l'histoire assyrienne qu'on voit une reine prendre une telle initiative, normalement laissée à un roi. Elle meurt probablement peu après, et ce n'est que par la suite que le serment sera rompu par Shamash-shum-ukin.
De par la longévité de son statut de reine d'Assyrie, et aussi par sa personnalité qui lui a permis d'avoir un poids important dans la politique de son royaume, qu'aucune autre reine assyrienne n'a jamais eu, exception faite de Sammuramat, Zakûtu occupe une place à part dans l'histoire de la période sargonide, qui marque l'apogée du royaume assyrien.

## Postérité

### Littérature
- Zakûtu est le nom d'un personnage de la série de bandes dessinées Donjon[1].

### Art contemporain
- Naqi'a/Zakûtu figure parmi les 1 038 femmes référencées dans l'œuvre d’art contemporain The Dinner Party (1979) de Judy Chicago. Son nom y est associé à Hatchepsout[2].